# RM45536
RM45536 — хімічно пекулярна зоря спектрального класу
Зорі спектрального класу й має видиму зоряну величину в смузі V приблизно 12,0.